# Radamel Falcao
Radamel Falcao García Zárate (* 10. února 1986 Santa Marta) je kolumbijský profesionální fotbalista, který hraje na pozici útočníka za španělský klub Rayo Vallecano a za kolumbijský národní tým.

## Klubová kariéra

### FC Porto
V sezóně 2010/11 Evropské ligy se stal Falcao nejlepším kanonýrem této soutěže, když vstřelil celkem 17 gólů – čímž stanovil nový rekord (překonal 15 gólů Jürgena Klinsmanna ze sezóny 1995/96 Poháru UEFA). FC Porto zároveň Evropskou ligu vyhrálo , Falcao vstřelil jedinou branku ve finále proti portugalskému celku SC Braga, Porto zvítězilo 1:0.

### Atlético Madrid
Po přestupu do španělského Atlética Madrid si v sezóně 2011/12 Evropské ligy úspěchy zopakoval, stal se opět nejlepším střelcem soutěže s 12 góly, a zároveň s Atléticem získal titul po výhře 3:0 ve finále nad Athletic Bilbao. Falcao dvakrát skóroval ve finálovém utkání, Atlético vyhrálo 3:0.
31. srpna 2012 nastoupil v Monaku v základní sestavě Atlética k utkání o evropský Superpohár proti anglickému klubu Chelsea FC, v němž se střetávají vítěz Ligy mistrů (tehdy Chelsea FC) a Evropské ligy (tehdy Atlético Madrid). Falcao zaznamenal hattrick. Poprvé překonal brankáře Chelsea Petra Čecha už v 7. minutě, kdy zužitkoval kolmou přihrávku Gabiho a chladnokrevně ji zakončil střelou k tyči, od níž se odrazila do brány. V 19. minutě si při rychlém útoku Atlética zasekl míč a technickou střelou opět obstřelil gólmana Chelsea. Hattrick stihl zkompletovat do konce prvního poločasu, v 45. minutě ho uvolnil turecký spoluhráč Arda Turan a Falcao z úhlu prostřelil Čecha mezi nohama. V 87. minutě jej vystřídal Emre Belözoğlu. Svěřenci Roberta Di Mattea, fotbalisté Chelsea odcházeli ze hřiště s konečnou porážkou 1:4. Radamel Falcao se tak stal prvním hráčem, kterému se podařilo vstřelit v Superpoháru UEFA hattrick po zavedení jednozápasového formátu od roku 1998.
V sezóně 2012/13 Evropské ligy pomohl Falcao Atléticu Madrid k postupu ze základní skupiny B ze druhého místa za první Viktorií Plzeň. V šestnáctifinále bylo Atléticu přilosováno ruské mužstvo FC Rubin Kazaň. První zápas skončil výhrou hostující Kazaně 2:0, v odvetě v Rusku vstřelil Falcao gól v 84. minutě, ale výsledek 1:0 na postup nestačil. Obhájce trofeje se tak se soutěží rozloučil.
V odvetném utkání semifinále španělského poháru Copa del Rey 27. února 2013 proti domácí Seville přispěl jedním gólem k remíze 2:2. Atlético postoupilo po výsledcích 2:1 doma a 2:2 venku do finále proti městskému rivalovi Realu Madrid.
Ve 33. kole 27. dubna 2013 La Ligy 2012/13 dal ve 4. minutě gól Realu Madrid, ale soupeř vývoj otočil a vyhrál 2:1. Proti stejnému soupeři nastoupil i ve finále Copa del Rey (španělský pohár) 17. května 2013. Gól nedal, ale přihrál na vyrovnávající branku Diego Costovi poté, co se ve středu hřiště ve 35. minutě elegantně zbavil dotírajících protihráčů. Atlético nakonec zvítězilo 2:1 a získalo svůj jubilejní desátý titul ve španělském poháru.

### AS Monaco
31. května 2013 oznámil klub AS Monaco, že se s Atléticem Madrid dohodl na přestupu kolumbijského kanonýra. Přestupová částka se odhaduje na 50 milionů liber. Skóroval hned v prvním kole Ligue 1 10. srpna 2013 proti domácímu Girondins de Bordeaux, v 87. minutě uzavíral skóre na konečných 2:0 pro Monaco. Trefil se i ve druhém kole 17. srpna proti týmu Montpellier HSC, kde otevíral skóre utkání, které skončilo vítězstvím Monaka 4:1. 22. ledna 2014 jej fauloval obránce Soner Ertek z amatérského týmu Chasselay v utkání francouzského poháru, Falcao to odnesl vážným zraněním kolene a musel se podrobit operaci. Zranění ho připravilo o start na Mistrovství světa 2014 v Brazílii.

### Manchester United
V poslední den letního přestupového okna 1. září 2014 odešel na roční hostování s opcí na přestup do anglického klubu Manchester United, který se výsledkově trápil. Zatímco tým se zvedl, Falcao paběrkoval a měl daleko do formy z předchozích angažmá.

### Chelsea FC
Začátkem července 2015 opět měnil dres, na hostování si jej vypůjčil londýnský klub Chelsea FC. Debutoval 2. srpna ve finále FA Community Shield proti Arsenalu (prohra 0:1, 45 minut). V Premier League poprvé nastoupil 8. srpna proti Swansea City, když v 84. minutě vystřídal Williana (2:2, 6 minut). Poprvé se trefil 29. srpna proti Crystal Palace. Na hřiště přišel jako náhradník a srovnával na 1:1. Přesto jeho gól nestačil a o necelé dvě minuty později Joel Ward zvýšil na konečných 2:1 ve prospěch Crystal Palace.
V listopadu 2015 si při tréninku přivodil svalové zranění, které ho původně mělo vyřadit na pár týdnů. Nicméně, v lednu 2016 nový trenér Guus Hiddink potvrdil, že poslední svalové zranění bylo velmi vážné a Falcao nemohl hrát. Na začátku února byl v soupisce pro Ligu mistrů UEFA nahrazen nově příchozím spoluhráčem, Alexandrem Patem. 1. července 2016 se vrátil zpět do AS Monaco.

## Reprezentační kariéra
Falcao reprezentuje Kolumbii už od mládí, od mládežnické kategorie do 17 let. V A-mužstvu debutoval v roce 2007.

## Osobní život
Falcao je křesťan.

## Úspěchy

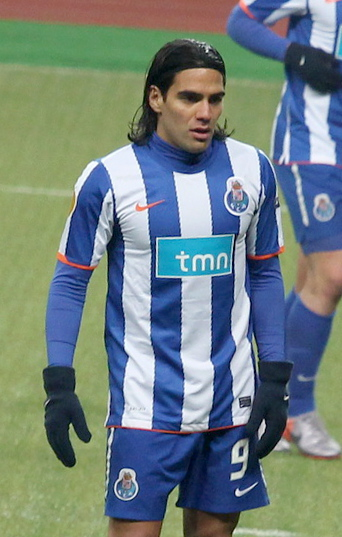
Radamel Falcao v dresu FC Porto.

### Klubové
River Plate
- 1× vítěz argentinské ligy (2008 – Clausura)

FC Porto
- 1× vítěz portugalské ligy (2010/11)
- 2× vítěz portugalského poháru (2009/10, 2010/11)
- 2× vítěz portugalského superpoháru (2010, 2011)
- 1× vítěz Evropské ligy (2010/11)

Atlético Madrid
- 1× vítěz Evropské ligy (2011/12)
- 1× vítěz evropského Superpoháru (2012)
- 1× vítěz Copa del Rey (2012/13)

AS Monaco
- 1× vítěz Ligue 1 (2016/17)

### Reprezentační
- 1× vítěz mistrovství Jižní Ameriky hráčů do 20 let (2005)

### Individuální
- 1× nejlepší střelec portugalského poháru (2009/10)
- 1× nejlepší hráč portugalské ligy (2010/11)
- 2× nejlepší střelec Evropské ligy UEFA (2010/11, 2011/12)
- 2× nejlepší hráč finálového zápasu evropské ligy UEFA (2011, 2012)
- 1× nejlepší hráč zápasu o Superpohár UEFA (2012)
- 1× nejlepší sportovec roku dle časopisu Gentlemen's Quarterly (2012)
- Světová jedenáctka FIFA FIFPro – 2012[23]
- Hráč měsíce Ligue 1 podle UNFP – srpen 2017[24]